# NGC 1591
NGC 1591 je galaksija u zviježđu Eridanu.

## Vanjske poveznice
- SEDS: NGC 1591